# Seegrenzschlachthof (Lübeck)

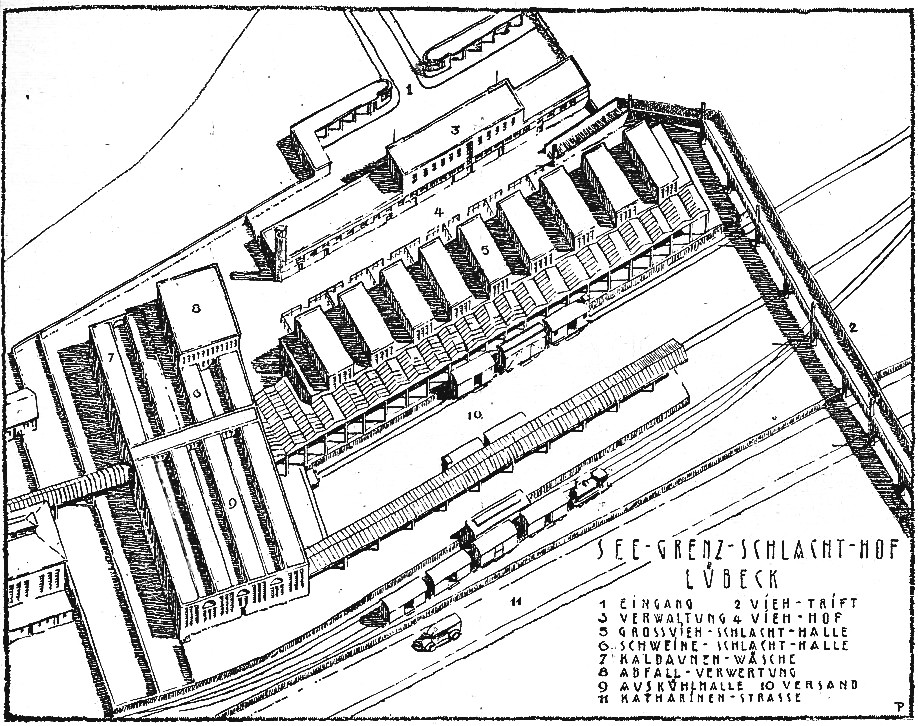
Lageplan (1928)

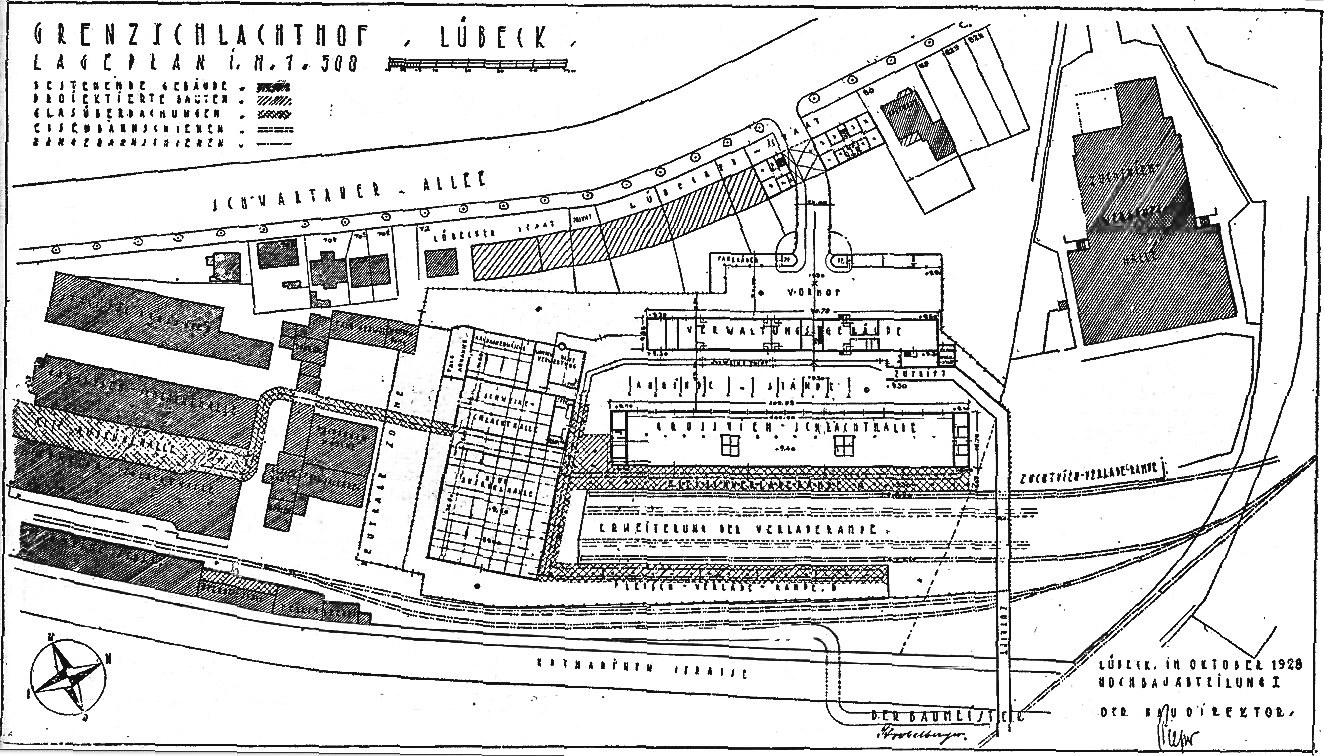
Lageplan (1928)

Der lübeckische Seegrenzschlachthof wurde in den Jahren 1928/29 unmittelbar an den Städtischen Schlachthof angrenzend errichtet. Er sollte ursprünglich am 1. Juli 1929 in Betrieb genommen werden. Der unvorhergesehene außergewöhnlich lange 1929er Winter mit seinen sehr tiefen Temperaturen verzögerte die Bautätigkeit jedoch um 3 ½ Monate. Aus diesem Grunde wurde er erst am 1. Oktober 1929 in Betrieb genommen.

## Hintergrund
Die Entstehung der Seegrenzschlachthöfe begründet sich in einem 1926 erlassenen Importverbot für Lebendvieh über die Blaue Grenze.
Die Seegrenzschlachthöfe in fast allen deutschen Nordsee- und Ostseehäfen richteten sich nach der Verordnung über die tierseuchenpolizeiliche Behandlung seewärts lebend eingeführten Schlachtviehs. Der Reichstag legte in seiner Sitzung vom 1. Juli 1927 folgende entscheidende Grundsätze für die bauliche Gestaltung zur Einrichtung eines Seegrenzschlachthofes fest:
Die Länder dürften Seegrenzschlachthäuser selbst herstellen und verwalten. Deren Herstellung oder Verwaltung waren auch an Gemeinden oder Privatpersonen übertragbar.
1. Um eine Seucheneinschleppung zu verhindern, waren die Seegrenzschlachthäuser in unmittelbarer Nähe des Landungsplatzes so anzulegen, dass das Auslandsvieh nicht mit Inlandsvieh in Berührung kommen dürfe. Auf dem Weg zum Schlachthof dürften weder öffentliche Wege, Straßen noch Bahnanlagen im Niveau gekreuzt werden. Das Vieh war auf einem eigenen Triften darüber oder darunter zu treiben.
2. Die Seegrenzschlachthäuser waren einzufrieden und mit eigenen Brunnen oder Wasserleitungen, mit Kanalisation, sowie mit Einrichtungen zur Herstellung von heißem Wasser zu versehen und mussten hinreichend beleuchtet sein. Stallungen zum Ausruhen des Schlachtviehs mussten vorhanden sein. Die gesamte Anlage musste in allen Teilen gründlich gereinigt und desinfiziert werden können.
3. Die Seegrenzschlachthäuser mussten mit allen zur völligen Ausschlachtung der Tiere notwendigen Einrichtungen, wie zum Brühen, zum Abkochen von Fleisch oder zur Aufbereitung der Eingeweide, versehen sein. Bestand die Möglichkeit, das abgeschlachtete Fleisch in eine in der Nähe vorhandene Kühlanlage zu bringen, konnte von deren Errichtung abgesehen werden.
4. Die in den Seegrenzschlachthäusern tätigen gewerblichen und behördlichen Personen waren mit einer besonderen Arbeitskleidung zu versehen. Diese hatte, ebenso wie das Handwerkzeug der Metzger und sonstige Geräte, ständig auf den Seegrenzschlachthof zu verbleiben. Ohne den Wechsel der Arbeitskleidung und ohne Reinigung und Desinfektion des Schuhwerkes und der Hände durfte niemand das Seegrenzschlachthaus verlassen.
5. Heu, Stroh, Dünger und Kehricht durfte von den Transportschiffen nur mit besonderer polizeilicher Genehmigung gelandet und dann unschädlich beseitigt oder in ausreichender Weise (Packung) desinfiziert werden.
6. Aus dem Seegrenzschlachthof waren Dünger und Kehricht sowie Futterreste, Heu und Stroh nur nach polizeilich zu überwachender Desinfektion zu entfernen.

Der vom Reichsminister des Inneren verfolgte Zweck war der Schutz der deutschen Fleischwirtschaft vor der Einschleppung von ausländischen Seuchen: Lübeck war Einfuhrhafen für dänisches Schlachtvieh, aus dem Ausland. Zu Beginn der 1930er Jahre betrug die durchschnittliche Einfuhr von Wiederkäuern aus Dänemark zwischen 250 000 und 270 000 Stück. Davon entfielen auf Lübeck fast 30 %. Die Schlachtungen wurden bis dahin im Allgemeinen Schlachthof durchgeführt, da dessen Einrichtungen und Organisation der Schlachtungen sehr niedrig gehaltene Schlachtgebühren ermöglichten.

## Umsetzung
Personenverkehr war nur durch das vom Pförtner kontrollierte Hauptportal mit einem Ausweis der Veterinärpolizei möglich. Das Portal zum Betriebsgelände durchschritt man von der Schwartauer Allee aus.
Die Katharinenstraße sowie die Gütergleise der zur Lübeck-Büchener Eisenbahn gehörenden Hafenbahn mussten überbrückt werden. Dies erfolgte mit einem Hochtrift.
Die Karlstraße wurde tiefer gelegt. Die bestehenden Gleise wurden durch ein Umfahrungsgleis und einige zu den Laderampen führende Stumpfgleise erweitert. Die Versorgung der Fleischwaggons mit Eis erfolgte auf einem Gleis, das außerhalb des Seegrenzschlachthofes zur Eisfabrik im Kühlhaus führte. Die erweiterte Gleisanlage gewährte der Eisenbahn 1929 eine tägliche Zu- und Abführung von bis zu 60 Waggons. Den Verschiebedienst innerhalb des Seegrenzschlachthofes versah eine Werklokomotive.
Man war an das Städtische Elektrizitätswerk angeschlossen. Wasser lieferte das städtische Wasserwerk, Abwässer wurden in das, die Trave ohne vorherige Klärung als Vorflut nutzende, Stammsiel St. Lorenz abgeführt. Nach einer Erweiterung der Dampfzentrale des alten Schlachthofs lieferte dessen Kesselanlage den Dampf. Die Einfriedigung erfolgte durch 2 m hohe Wände. Zum alten Schlachthof hin waren es zwei Wände die eine 15 m breite sogenannte neutrale Zone abgrenzten.
Die maschinellen und heizungstechnischen Anlagen führte die Hochbauabteilung III aus. Die Besielung und Hofbefestigung betreute der Tiefbau. Eisenbahntechnische Arbeiten sowie die Ausführung des Viehtrifts leitete die Wasserbauabteilung. Unter der Führung des lübeckischen Staates hatte sich die Seegrenz-Schlachthaus Betriebs-Aktien-Gesellschaft gebildet.

## Geschichte
Schon vor der Errichtung des Seegrenzschlachthofes galt das Kühlhaus mit seiner direkten Anbindung an den Schlachthof als die einzig derartig vernetzte Anlage und als das größte Unternehmen seiner Art im Deutschen Reich und im gesamten Ostseeraum. 1912/1913 wurde die Kühlhaus Lübeck AG gegründet, die mit ihrer großen Kunsteisproduktion von 1000 Tonnen täglich das bisherige Kühlen mit im Winter geerntetem Natureis überflüssig machte. Die Einheit von Hafen, Eisenbahn, Schlachthof und Kühlhaus war zu dieser Zeit sowie beide Weltkriege hindurch bedeutend für die Versorgung Deutschlands – so wurde täglich das Kohlerevier des heutigen Nordrhein-Westfalens beliefert – und auch für die wirtschaftliche Prosperität der Stadt.
1890 waren im neuen Allgemeinen Schlachthof 40 000 Tiere geschlachtet worden, vor allem Rinder, Schweine und auch Pferde. Im Ersten Weltkrieg schlachtete man dort schon bis zu 164 000 pro Jahr. Auf einem kleinen Gebiet war eine einzigartig integrierte Wertschöpfungskette vom Seeimport über das Schlachten, Kühlen, Gefrieren, Handeln und Versenden der Fleischerzeugnisse, die in den 1920er-Jahren um den Seegrenzschlachthof erweitert wurde, entstanden. Mit den Seegrenzschlachthöfen wurden zugleich auch Importschleusen zum Schutz der heimischen Landwirtschaft vor importiertem Preisdruck mittels Kontingentierung geschaffen.
Reparaturen von Kriegsschäden, An- und Umbauten und die fast völlige Entfernung der gesamten bauzeitlichen Innenausstattung nahmen dem Gebäude all das, was es ursprünglich mit der hier in Backstein ausgeführten Stromlinien-Moderne mit ihren nautischen Elementen ausgemacht hatte. Das Bild des Gebäudeabschnittes zeigt die damalige Wirkung, die von den quer-oblong proportionierten und von in durchlaufenden Gesimsbändern zusammengefassten Fensterreihen, die im Obergeschoss durch maritim wirkende Rundfenster abgeschlossen wurden, ausging. Der gesamten hofseitigen Fassade ist heute eine zweite Gebäudeschale, der die historischen Treppenaufgänge, Eingangssituationen sowie der markante Pylon mit der Werksuhr zu weichen hatten.

heute
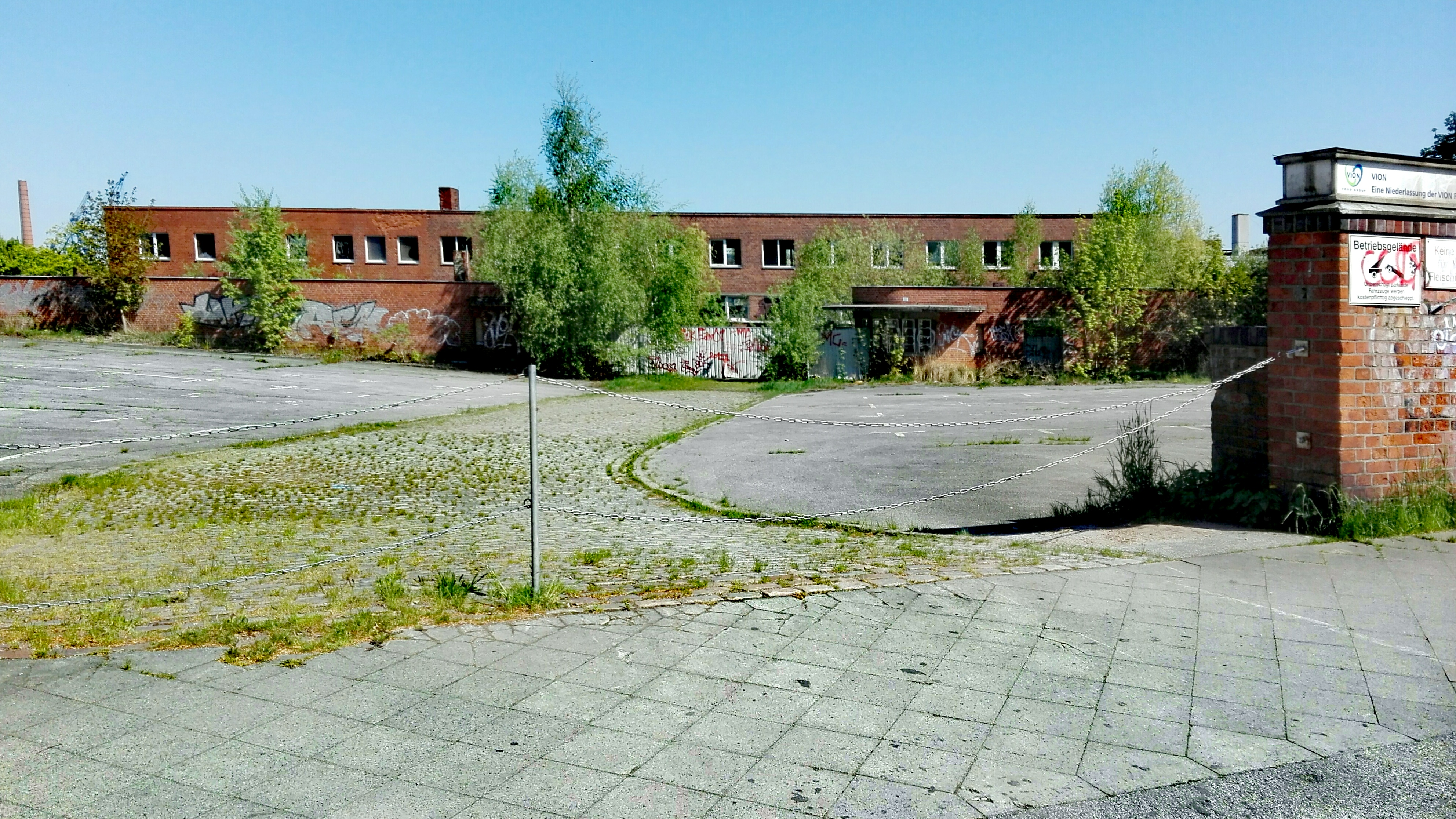
Eingang und Verwaltungsgebäude
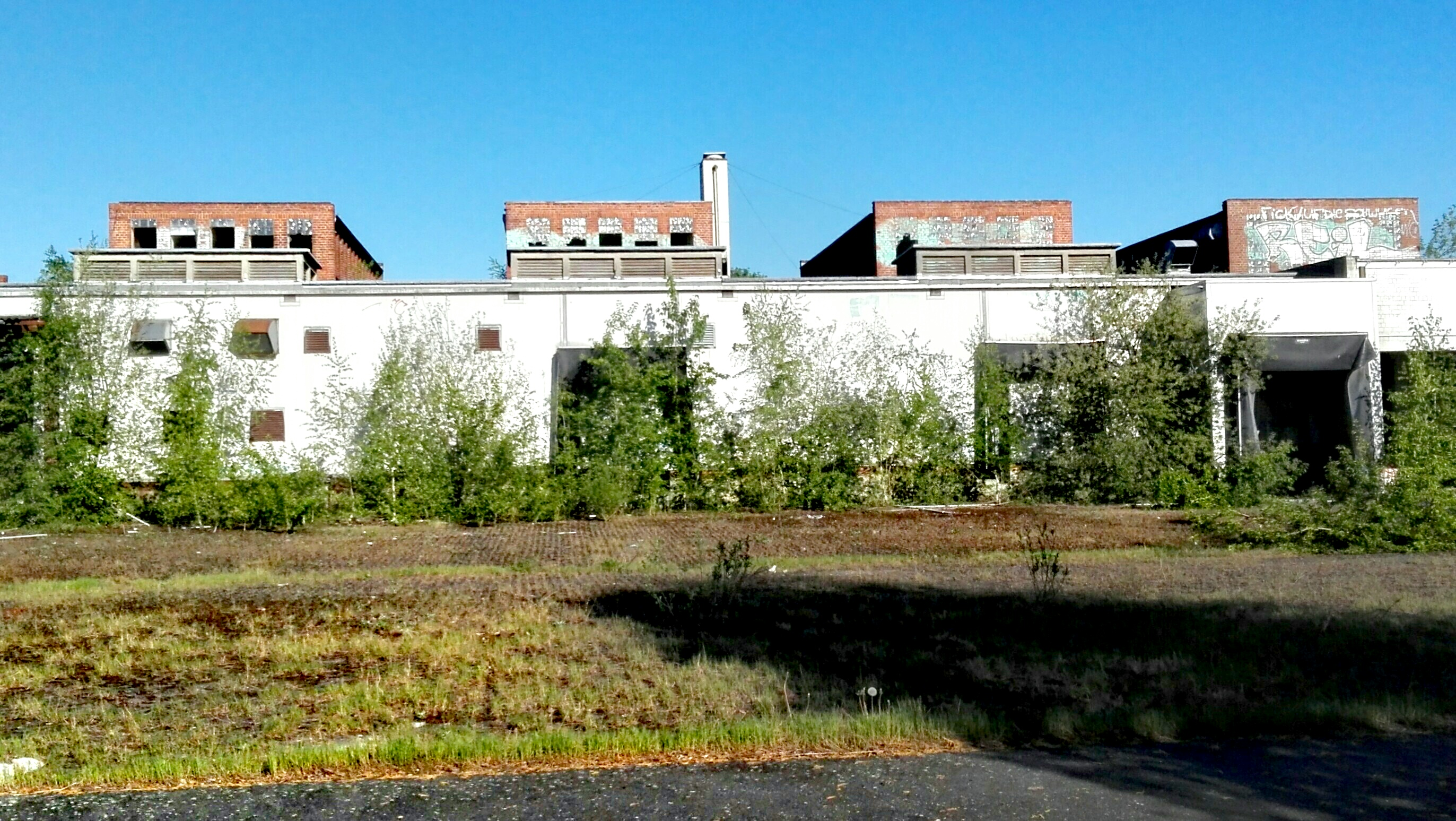
Laderampe
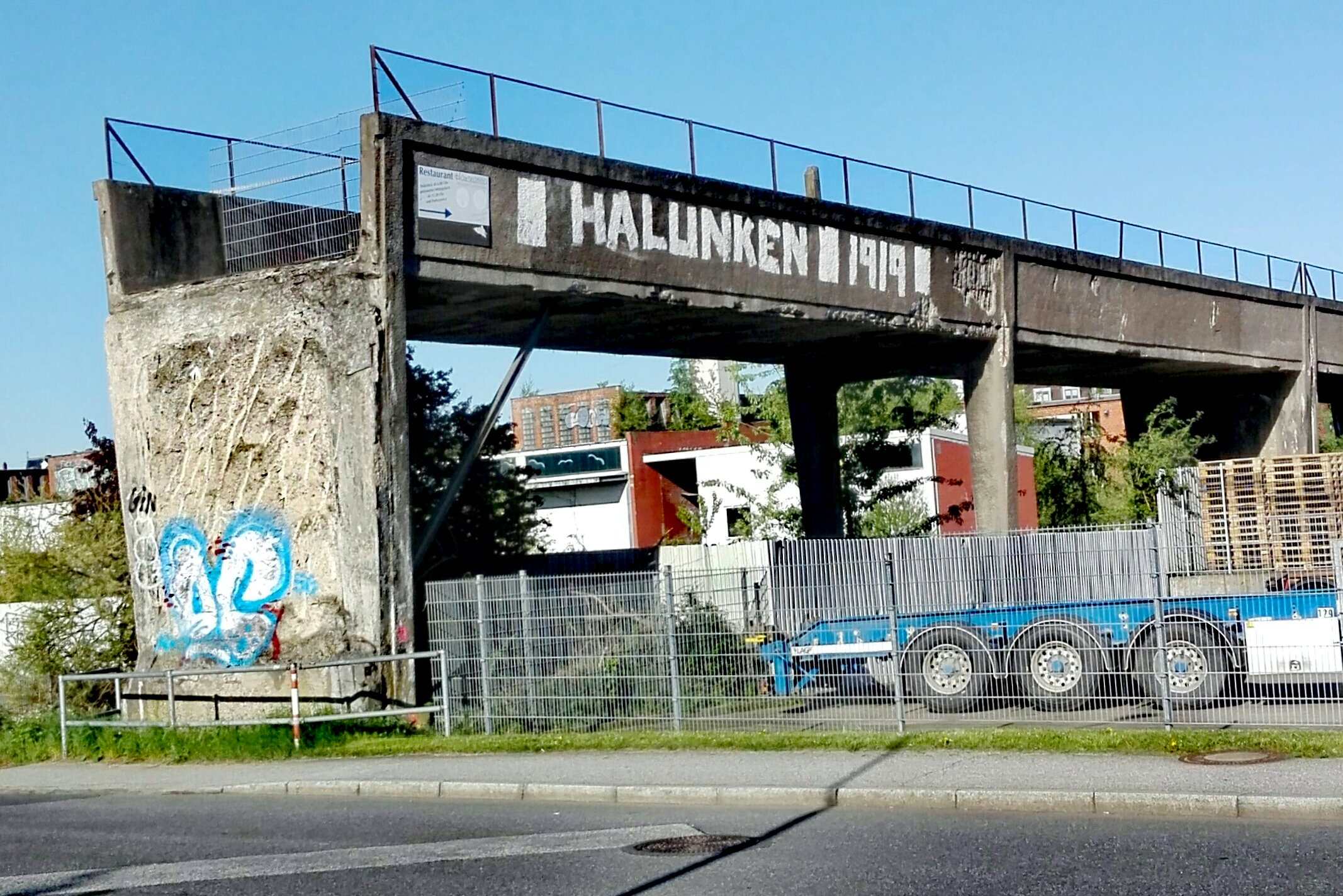
Reste des Hochtrifts
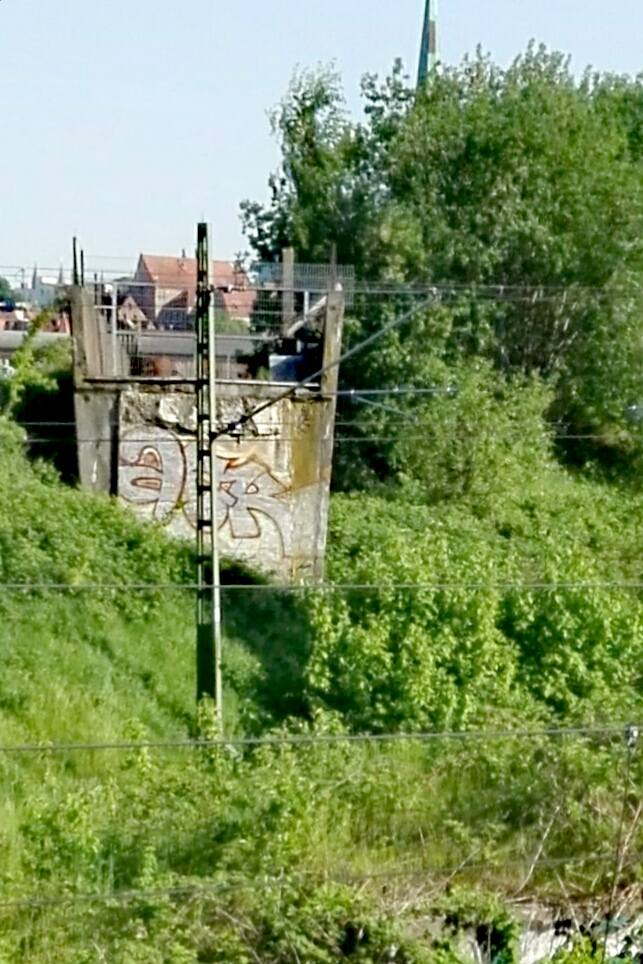
Reste des Hochtrifts

Der öffentliche Schlachthof stellte nach dem Zweiten Weltkrieg seinen Betrieb ein und wurde 1950 geschleift. Die Kühlhaus Lübeck AG übernahm 1973 das Gelände und rückte durch seine Neubauten näher an den Seegrenzschlachthof heran. Die alten Kühlhausanlagen wurden, bis auf das in der Katharinenstraße befindliche Verwaltungsgebäude, 1986 abgerissen. Es wird noch heute von der Rechtsnachfolgerin, Nordfrost Kühl- und Lagerhaus KG, genutzt.
Bedingt durch die preisbedingte Erzeugung des Fleisches im Ausland wandelten sich zu Beginn der 1970er-Jahre Art und Umfang der hiesigen Tätigkeiten. Der Betrieb vieler mitunter nicht mehr ökonomisch vertretbarer Schlachthöfe wurde privatisiert oder eingestellt.
Der Lübecker Seegrenzschlachthof ging 1972 in die Hände der Nordfleisch AG über, die zu jener Zeit die Nr. 2 auf dem deutschen Fleischmarkt war. Sie wurde 2004 von ihrem niederländischen Konkurrenten Bestmeat Company übernommen und ist heute Teil des internationalen Nahrungsmittelkonzerns Vion N. V. Der Seegrenzschlachthof wurde in einen Versandschlachthof umgebaut. Die mit der Verdichtung einhergehenden Eingriffe in die historische Bausubstanz erfolgten aufgrund einer kurzfristigen Armortisierungsanforderung. Lübeck profitierte in den 1990er-Jahren von der Stilllegung anderer Schlachthöfe zur Konzentrierung auf wenige Fleischzentren, doch 2006 musste auch Lübeck mit seinen 58 Mitarbeitern den Betrieb einstellen. Seitdem ist die Anlage dem Verfall preisgegeben. Als einzig erhaltener Seegrenzschlachthof Deutschlands wurde die Ruine 2016 als Sachgesamtheit unter Denkmalschutz gestellt. Die Sachgesamtheit besteht aus den ehemals zum Seegrenzschlachthof gehörenden Grundstücken zwischen Schwartauer Allee und Katharinenstraße, dem Verlauf des Viehtrifts, der Quarantänestation und dem Viehofkai am Wallhafen. Darin als Einzeldenkmale erkannte Gebäude sind die Pylone am Eingangsbereich von der Schwartauer Allee mit der gepflasterten Zufahrtsstraße, die Pförtnerlogen, die noch vorhandenen Teile des Hochtrifts und das Gebäude der Schweinequarantäne.

## Baubeschreibung

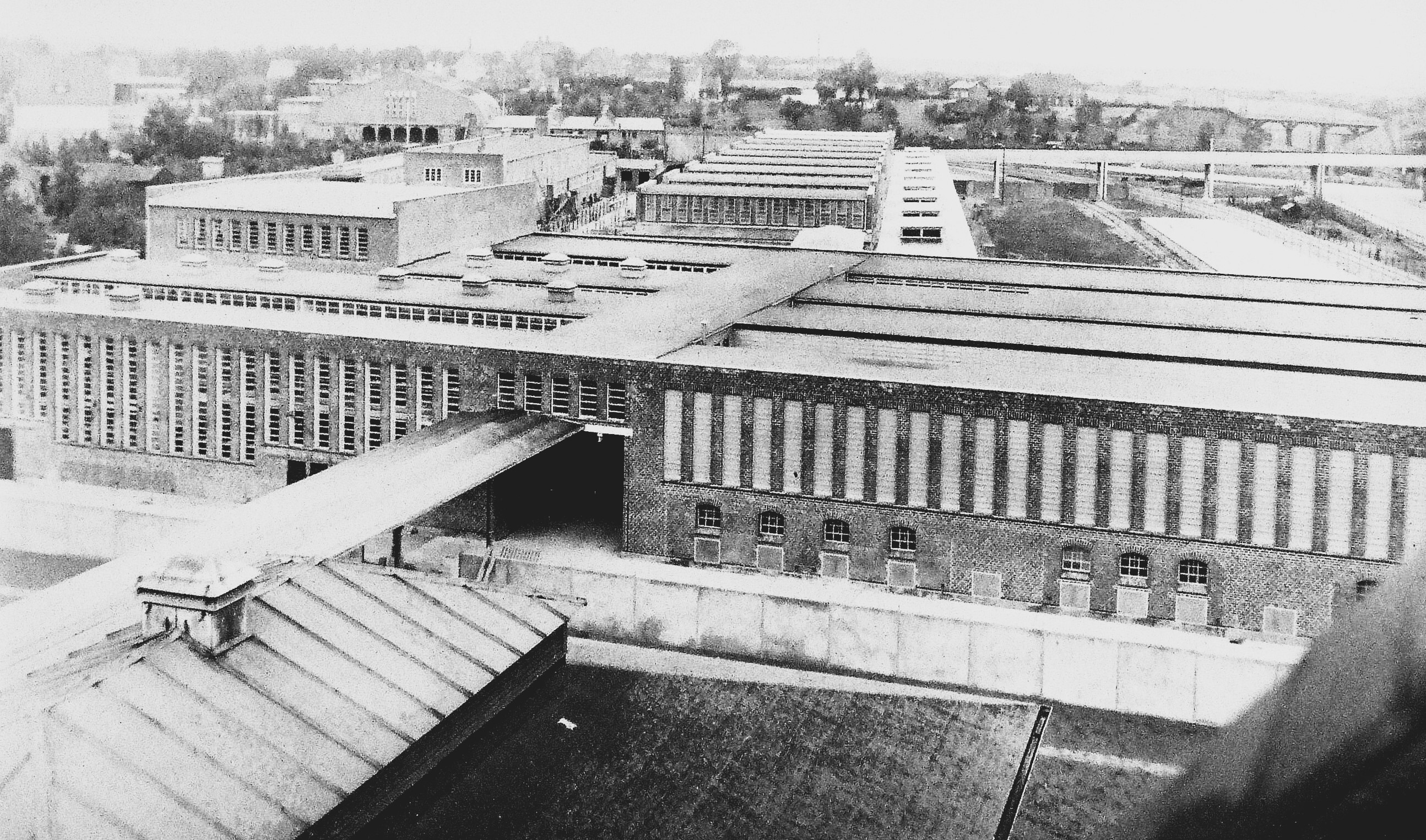
Gesamtanblick vom alten Schlachthof her

Die Gesamtplanung von dem Gebäudekomplex des Seegrenzschlachthofs, dessen Errichtung am 1. August 1928 begann, lag in der Hand des Oberbaurates und Baudirektors der Hochbauabteilung I Hans Pieper. Für die Errichtung des Seegrenzschlachthofes waren Gesamtkosten in Höhe von 1,8 Millionen Reichsmark (RM) und für den Umbau der ehemaligen Quarantäneställe weitere 175 000 RM  veranschlagt worden.

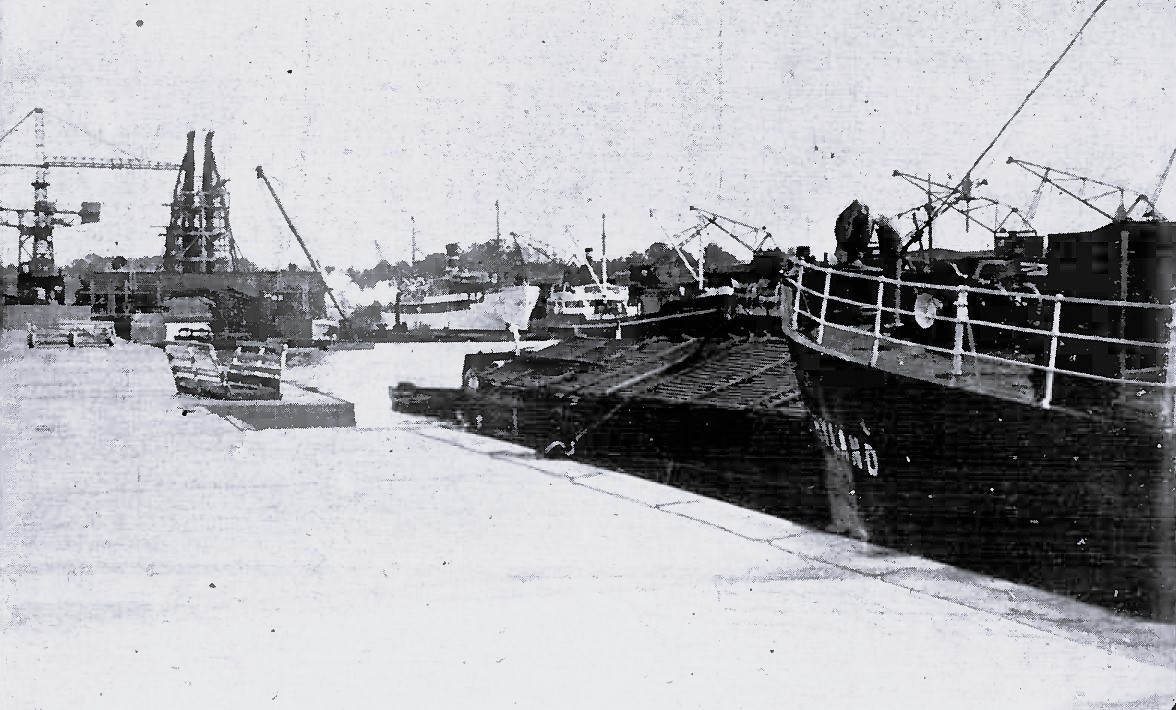
Landungskai (1929)

Die Lage des Viehlandeplatzes, Viehhofkai am Wallhafen, an der Roddenkoppel mit den anschließenden Quarantänestallungen des Allgemeinen Schlachthofes und dem dort errichteten mit auf den Erfindungen Carl von Lindes beruhenden Anlagen ausgestatteten Kühlhaus legten das Gelände nördlich des Schlachthofes als Bauplatz nahe.
Die Länge des Landekais ermöglichte es zu der Zeit der Inbetriebnahme des Seegrenzschlachthofes den beiden größten Viehtransport-Dampfern gleichzeitig anzulegen. Nach dem Löschen der Tiere wurden diese in einem überdachten Anbindeschuppen eingestellt. Nach dem Überschreiten der Zollgrenze wurden sie gewogen und bis zu ihrer Schlachtung in den ehemaligen Quarantäneställen untergebracht. Da alle Holzwände und Pfosten in den Ställen bis zur Leckhöhe untersagt waren, erhielten sie massive Wände. Des Weiteren wurden den neusten Bedingungen entsprechend die Fußböden Wasser- und Jaucheundurchlässig gemacht.

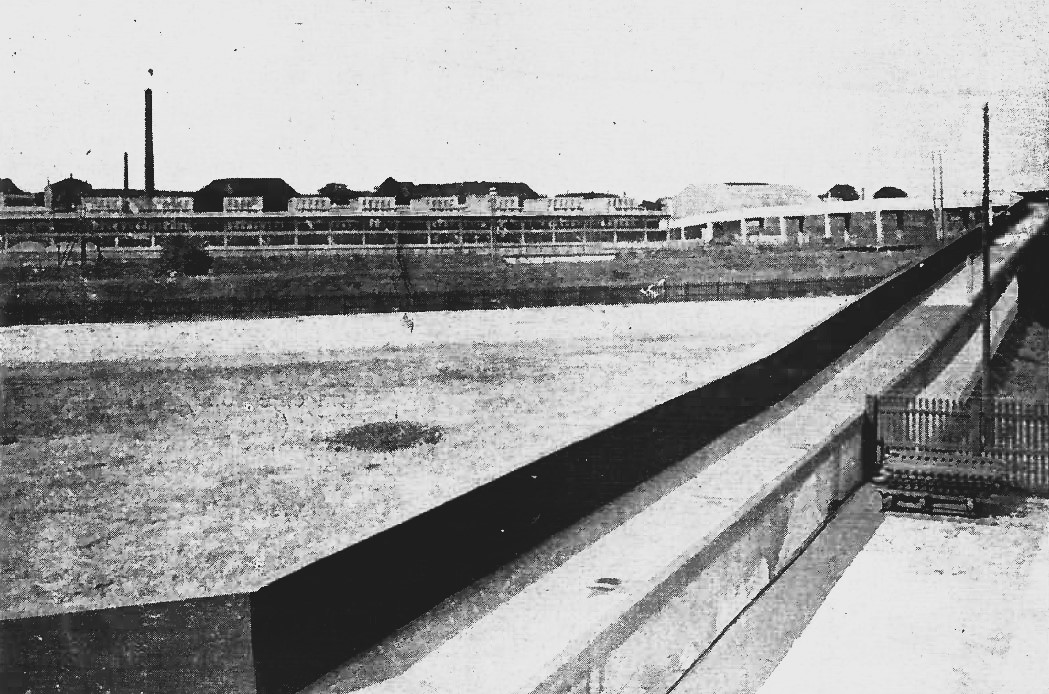
Hochtrift vom Hafen zum Schlachthaus

Der 4 m breite und 1,80 m hohe Brückentrog des 235 m langen Trifts war beleuchtet, besaß eine gute Entwässerung, die Möglichkeit der Ausspülung und ermöglichte die Führung von vier zusammengekoppelten Rindern durch einen Treiber. Für den Fall entgegenkommender Viehtransporte waren den Treibern Unterstände in den Wandungen als Zufluchtstelle eingebaut worden. Für seinen Bau hatte das Hochofenwerk Lübeck 20 Waggons Zement geliefert.

### Großviehschlachthalle
Die Großviehschlachthalle war 100 m lang und 16 m breit. Es handelt sich um einer zweischiffige Halle mit 6 m Binderentfernung. Im ersten Schiff, 7 m, fand die Tötung, im zweiten, das Abschlachten und die veterinärpolizeiliche Untersuchung statt. Die Eisenbetonarbeiten waren der Firma Max Giese, Lübeck-Kiel, übertragen worden. Durch 17 Tore gelangten die Tiere hinein. Nach dem Ausbluten wurde das Tier auf einen fahrbaren Schragen gebracht auf dem die Vorschlachtung erfolgte, bevor es unter eine Schlachtwinde gefahren wurde. Vom Schragen aus wurde das Tier nun in die Schlachtspreize genommen und aufgewunden. Hinter der Schlachtwinde waren Aufhängegleise nebst Haken für Köpfe und Innereien, da hier die veterinärpolizeiliche Abnahme erfolgte. Nach dieser kamen die Hälften zu den Laderampen oder wurden in die Auskühlhalle gefahren. In der Halle standen 30 Schlachtwinden, die (nach einer Schätzung von 1931) bei achtstündigem Betrieb und einer Schlachtdauer von 15 Minuten die Schlachtung von 960 Rindern und Pferden pro Tag erlaubten. Späteren Angaben zufolge wurden 720 Großtiere am Tag verarbeitet, beziehungsweise 225 000 pro Jahr. Zur Erhöhung der Ausleuchtung wurden neun eine fortlaufende Fenstergalerie bildende sogenannte Zwerghäuser auf dem flachen Dach aufgesetzt. An zwei Stellen der Schlachthallen sind je vier Zellen zur Aufbewahrung von Geräten und Innereien. An den beiden Köpfen der Hallen befinden sich Räume für Ärzte, Hallenmeister und Tierkommissionäre, sowie Toiletten.

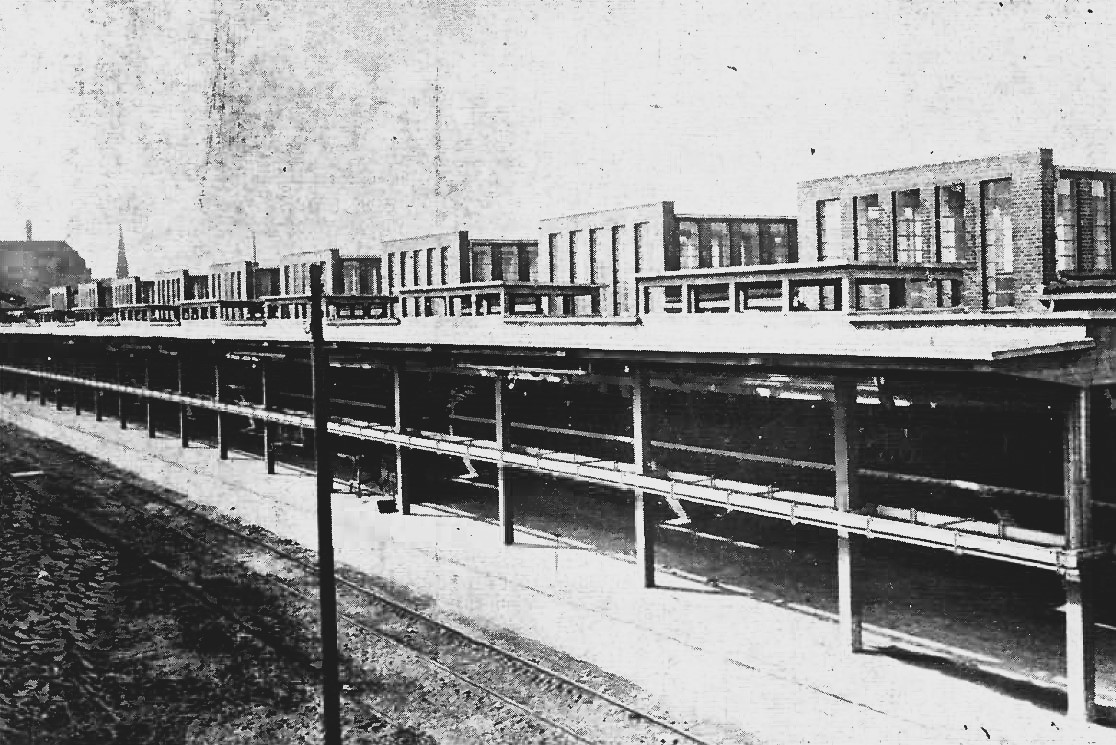
Laderampe
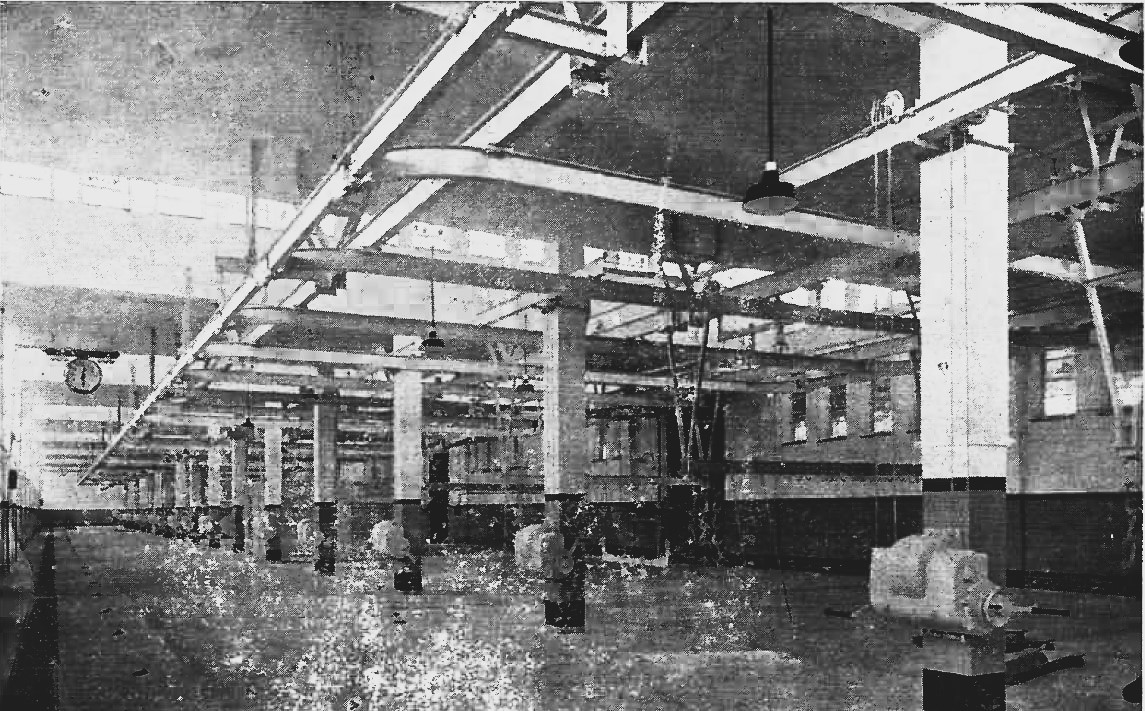
In der Großviehschlachthalle
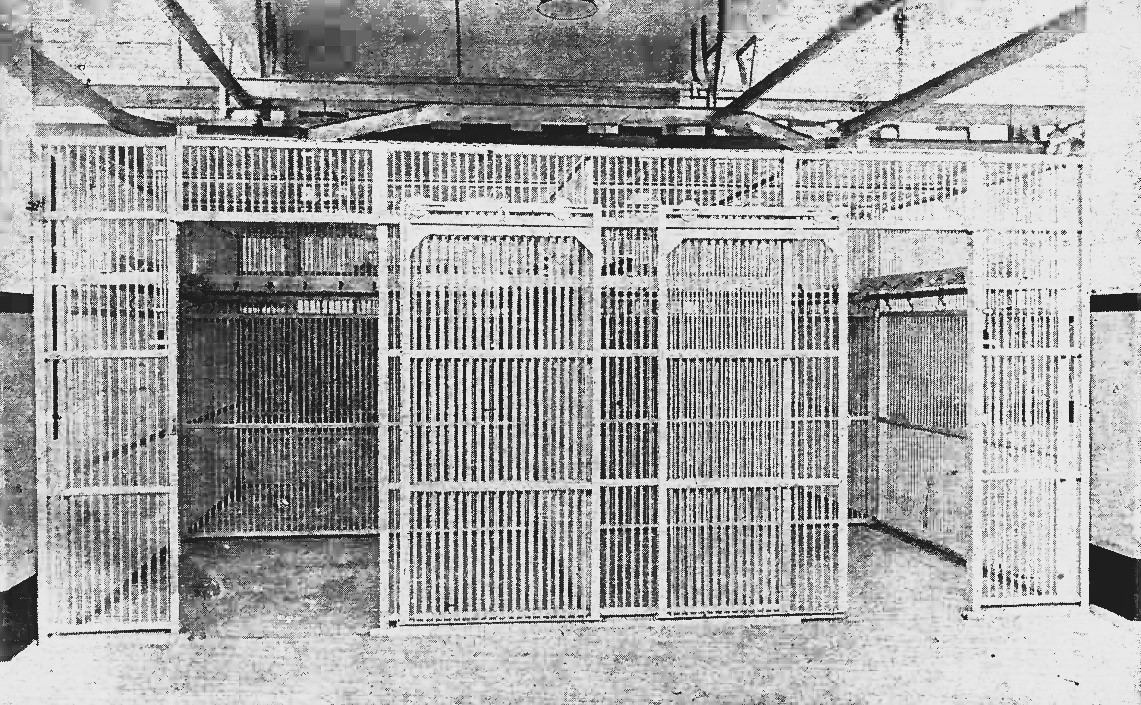
Zelle für Innereien

### Auskühlhalle

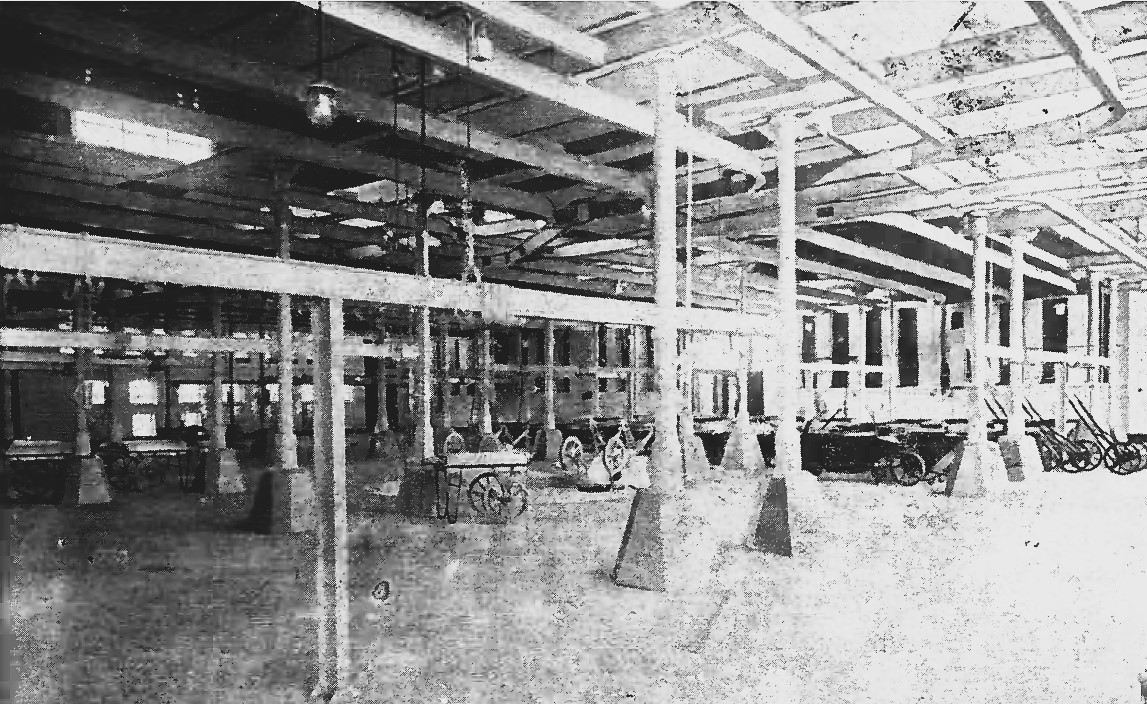
Auskühlhalle

Hierfür waren die Außenmauern und Fundamente einer früheren, die in ihrem alten Bestand nicht für den Seegrenzschlachthof nutzbar gemacht werden konnte, Viehmarkthalle der Firma Wilhelm Möller maßgebend. Die Halle besaß eine Fläche von 1200 m². Deren Eisenträger und Dachkonstruktion lieferte das Flender-Werk Lübeck. Es war möglich, an ihren Fleischhängebahnen und Hakengerüsten eine volle Tagesschlachtung aufzuhängen. Um das Abvierteln zu Erleichtern, dienten an zahlreichen Stellen des Gleissystems angebrachte Ablassvorrichtungen. Die Außenwände und das treppenförmige Dach waren weitestgehend durch Lüftungsöffnungen mit eingebauten verstellbaren Jalousieeinrichtungen durchbrochen. Die in Lübeck vorherrschenden Südwestwinde durchstrichen die Halle in Diagonalrichtung, wobei sie das Fleisch kühlten und trockneten. Um das Fleisch im Winter vor Frost zu schützen, waren an zwei Stellen Lufterhitzer mit Ventilationsbetrieb eingebaut.

### Schweineschlachthalle

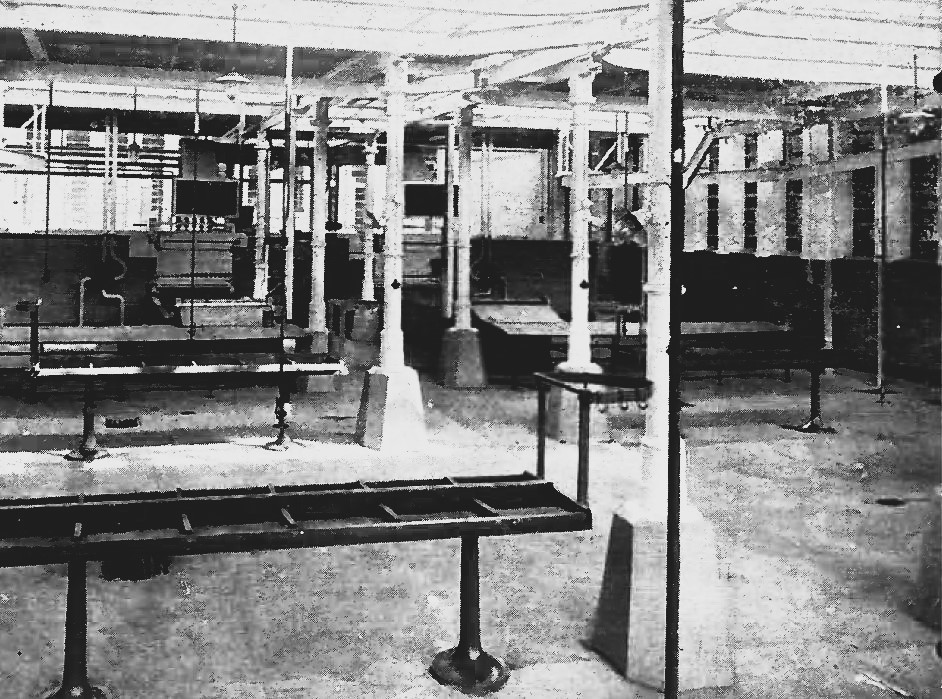
Schweineschlachthalle

Bei einer Grundfläche von 500 m² hatte die Halle 1929 eine tägliche Kapazität von bis zu 1000 Schweinen. Sie gelangten von einer Sammelbucht auf zwei Rampen zu den mit Schermerfallen ausgerüsteten erhöhten Tötungsbuchten. Unter ihr wurde das Blut zur Weiterverarbeitung gesammelt. Die Schweine ließ man in zwei Brühbottiche herab, aus denen sie durch Elevatoren auf Enthaarungstische gehoben wurden. Nun nahm man sie in die Schlachtspreizen. Durch Friktion angetriebene elektrische Winden hoben die Schlachtspreizen auf Fleischbahnhöhe. Im Anschluss an das Ausschlachten gelangten auch sie nach ärztlicher Kontrolle in die Auskühlungshalle.

### Verwaltungsgebäude

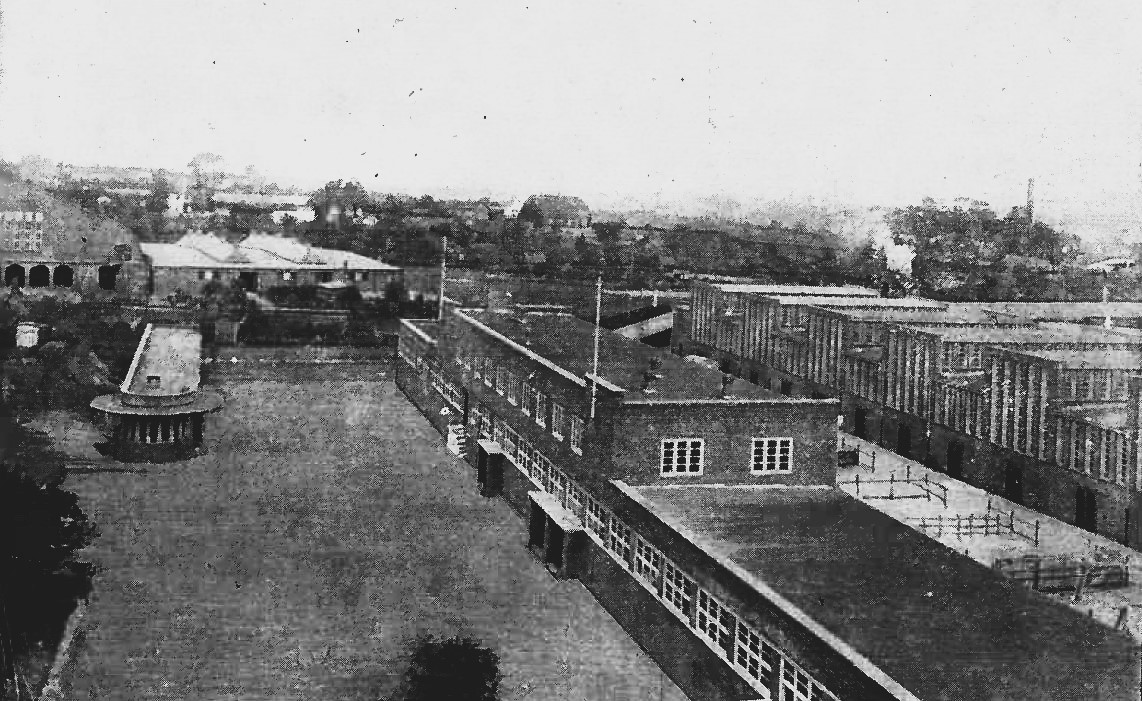
Verwaltungsgebäude

Wie bei einem Schiff thronte die Zentrale mit Verwaltung, Veterinärpolizei, Räumen der Fleischbeschauer und zehn kleineren Büros für Großschlachtfirmen im Obergeschoss wie eine Kommandobrücke auf dem Unterbau.
Im Erdgeschoss des Verwaltungsgebäudes befanden sich ein Sammelraum für konfisziertes Fleisch und Organe, eine Wandlerstation, Damen- und Herrentoiletten sowie in eine reine und unreine Seite geteilte Umkleidehallen für das Schlacht- und Verwaltungspersonal. Nach dem Entkleiden betrat der Schlachter die Wasch- und Badeanlage. In einem dritten Raum waren in Eisenschränken die Straßenkleider und -schuhe untergebracht, sowie eine Gastwirtschaft mit anschließenden Frühstücksraum für das Schlachterpersonal.
Im Sockelgeschoss war der Desinfektionsbetrieb und die Wäscherei.

## Weiterverarbeitung
Neben dem Raum für die Entleerung der Pansen befand sich der 300 m² große Raum der Kaldaunenwäsche. Die Blut- und Pansendüngerverwertung waren eine Neuerung. Bisher floss das Blut größtenteils in die Siele und diente dort den Fischen als Nahrung. Nun wurde es nach dem System Rud. A. Hartmann in der Abfallverwertung zu Blutmehl verarbeitet.
Eine besondere Schwierigkeit bot die Aufbereitung des bisher im offenen Pferdefuhrwerk den Gärtnereien zu Düngezwecken zugeführten sogenannten Wampendüngers. Die ständigen Klagen der Anwohner der Durchfahrtsstraßen über Geruchsbelästigung erforderten eine grundlegende Änderung des Abfuhrsystems. Der unverdaute Mageninhalt der Rinder wurde nach dem System Venuleth & Ellenberger unter vorherigen Zusatz von Kalkmilch zur Entleimung getrocknet. Gegeneinander arbeitende Walzenpressen entzogen dem Dung Feuchtigkeit und verringerten sein Gewicht um 90 %. Nach der Pressung war er freizügig und wurde in Tankwagen zu den Gärtnereien gebracht.

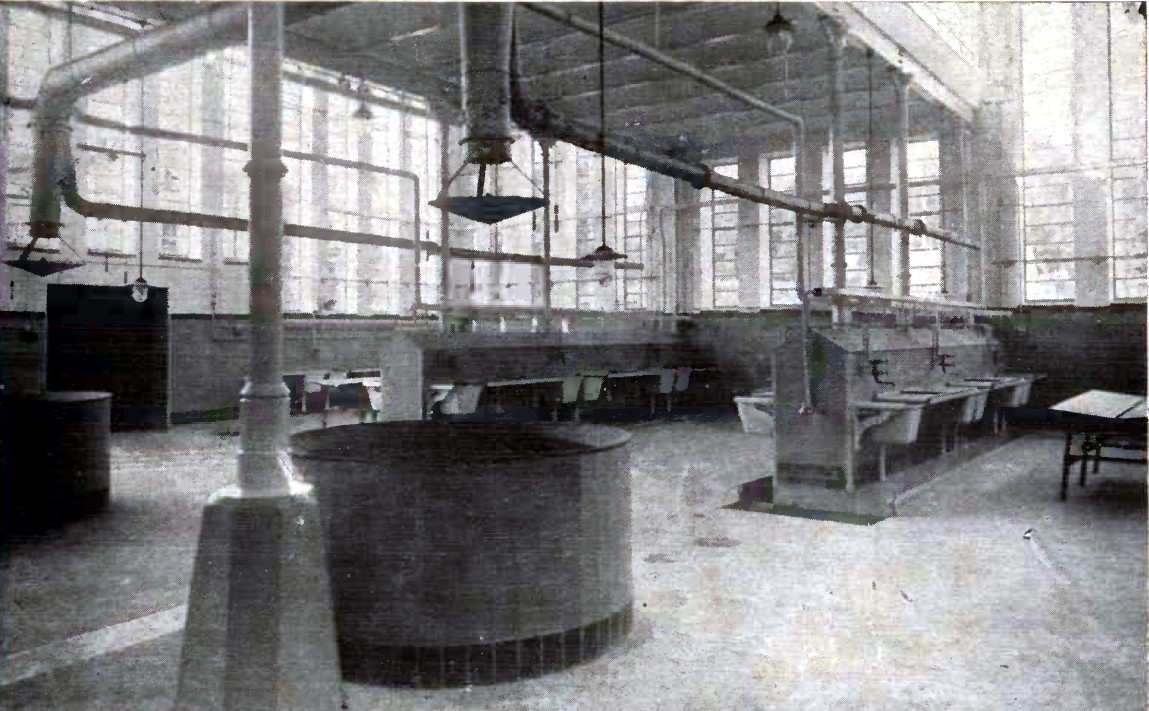
Kaldaunenwäsche
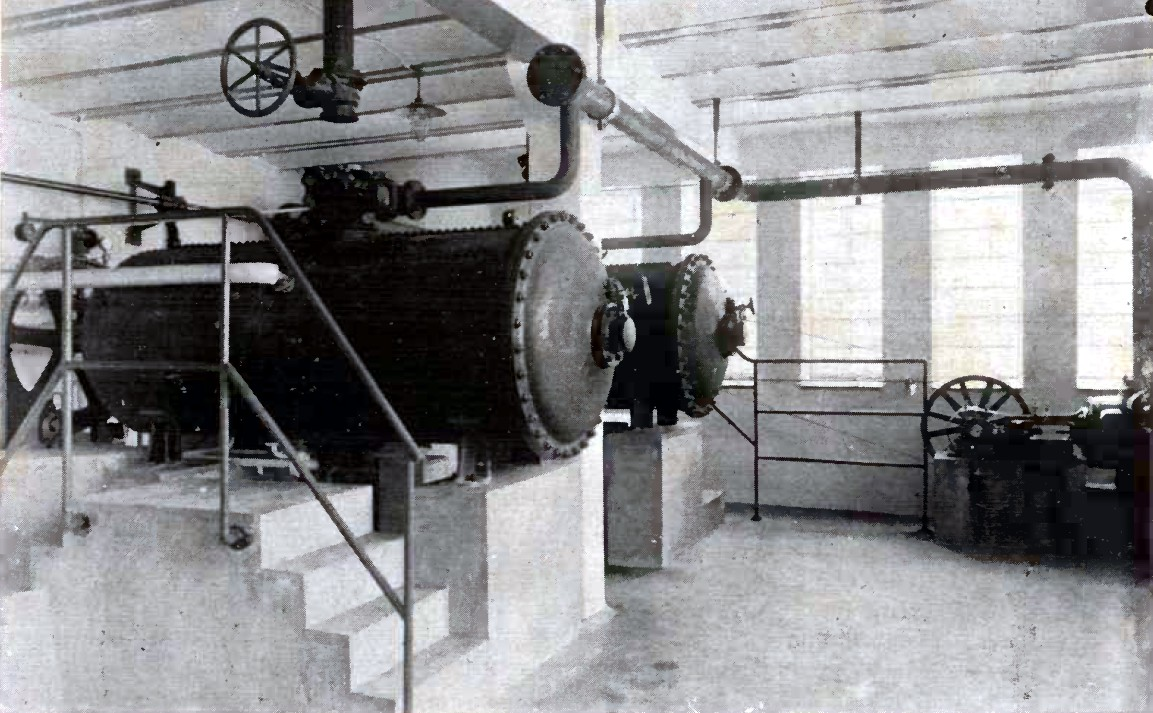
Blutverwertungsanlage
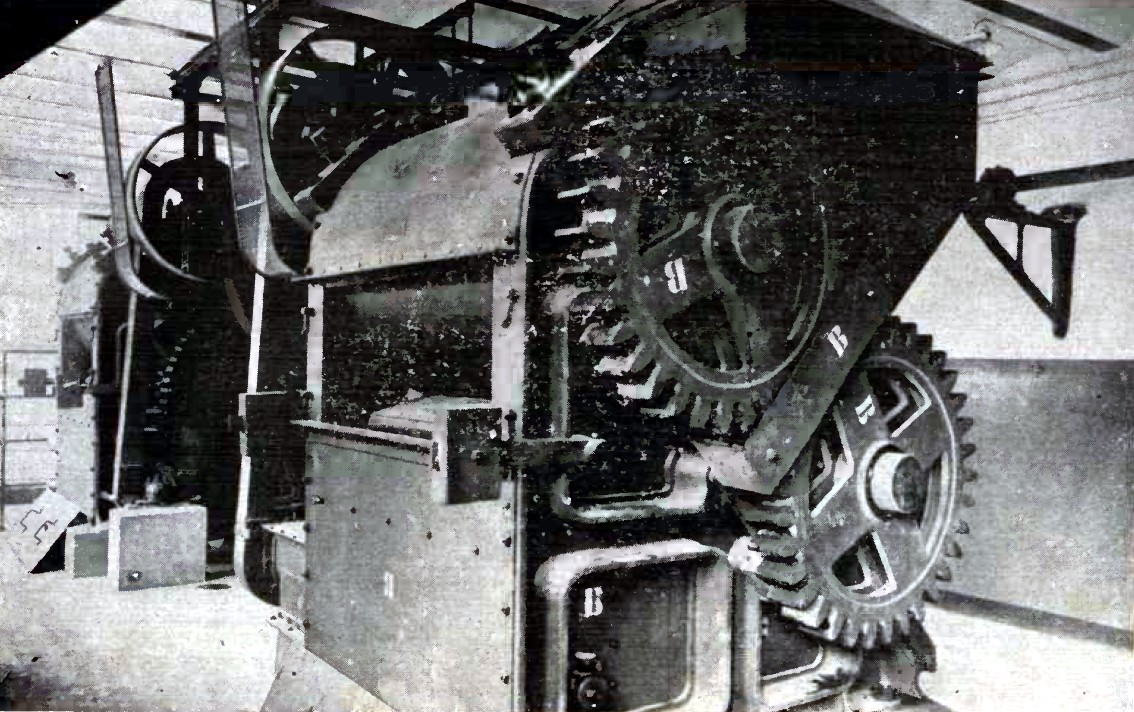
Pansenpresse

## Arbeitsablauf
Das eingeführte Schlachtvieh verblieb zunächst 12 Stunden in den Quarantäneställen, bevor man es über der hochgelegenen Viehtrift in den Viehhof zwischen dem Verwaltungsgebäude und der Großviehschlachthalle trieb und es bis zur Schlachtung an eisernen Holmen anband. Die Schlachtung erfolgte in Fließarbeit, ohne jedoch amerikanische Schlachtmethoden nachzuahmen. Aus der Schlachthalle wurden die Rinderhälften über eine Fleischhängebahn in das Kühlhaus, von wo innerhalb von 24 Stunden der Versand erfolgte. Häute, Talg sowie Innereien beförderte sie in Transportkästen zur Weiterverarbeitung in den alten Schlachthof. Die Gleisstrecke der Hängebahn war, damit deren Katzen von selbst abliefen, mit einer starken Neigung versehen und deren Transporte durften nicht von Menschen begleitet werden. Für die Schweine gab es eine besondere Halle am Kopf des Viehhofes an die Auskühlhalle angrenzend.